# LMBRD1
O provável transportador de cobalamina lisossomal é uma proteína que em humanos é codificada pelo gene LMBRD1.